# Twisk (plaats)
Twisk is een dorp in de gemeente Medemblik, in de Nederlandse provincie Noord-Holland, ten zuidwesten van de plaats Medemblik. Het was vroeger een lintdorp, maar sinds het eind van de 20e eeuw zijn er ook vele aftakkingen met nieuwbouw. Het dorp heeft 1.090 inwoners (1 januari 2023).
Tot 1 januari 1979 was Twisk een zelfstandige gemeente, waartoe ook de buurtschappen 't Westeinde, Bennemeer en van oorsprong ook een deel van de Broerdijk behoorden. 't Westeinde en Bennemeer vallen nog altijd formeel onder Twisk. In 1979 fuseerde de gemeente met de gemeenten Abbekerk, Midwoud, Opperdoes en Sijbekarspel en het dorp Hauwert (tot dan behorend tot de gemeente Nibbixwoud) tot de gemeente Noorder-Koggenland, die zelf per 1 januari 2007 fuseerde tot de gemeente Medemblik.
Twisk heeft een beschermd dorpsgezicht (+uitbreiding). Het dorp heeft twee kerkgebouwen: de voormalige Nederlands hervormde kerk en de doopsgezinde vermaning. Ook heeft het heeft vele oude stolpboerderijen; het kent zelfs een van de hoogste concentraties aan stolpboerderijen in Nederland.

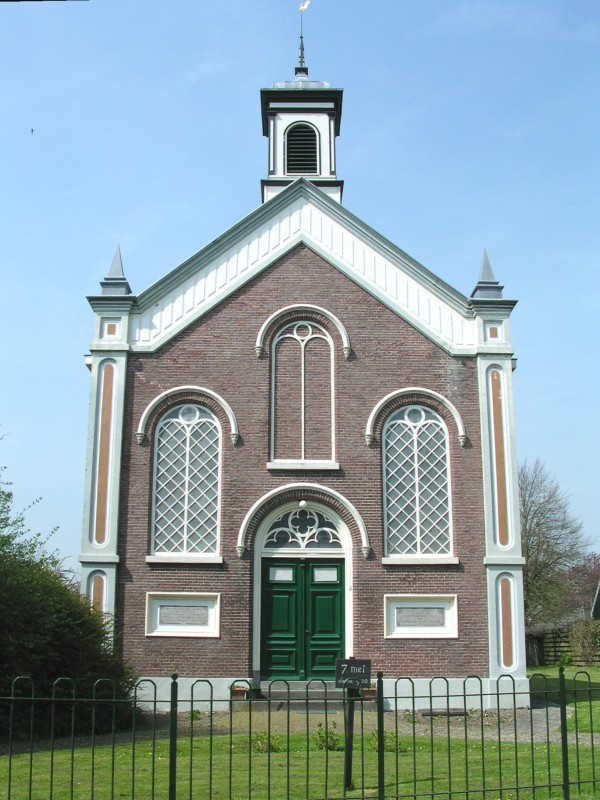
De vermaning is de jongste van de twee kerken in Twisk

Het dorp komt in 1245 voor als Twisca en 1639 Twiscke. De plaatsnaam is afgeleid van het Oudfriese twisca, dat "tussen" betekent. Twisk moet dan eertijds een buurtschap aan een weg tussen twee dorpen zijn geweest. De naam heeft dus eenzelfde betekenis als het Twiske, een natuurgebied tussen Landsmeer en Oostzaan.
Twisk werd op 2 februari 1414 door Willem VI, samen met Abbekerk, Midwoud en Lambertschaag verheven tot de Stede Abbekerk. Later zou Abbekerk gehele stadsrechten hebben met Lambertschaag. Twisk bleef wel verbonden met de stede Abbekerk. Zo was het een onderdeel van de ambtsheerlijkheid Abbekerk-Twisk-Midwoud-Lambertschagen. Deze ambtsheerlijkheid werd in 1742 voor fl. 5000,-. verkocht aan de regenten door de staten van Holland en West-Friesland.
Twisk kent een vrij rustig verlopen geschiedenis. Het dorp kende geen extreme armoede, maar ook geen enorme rijkdom en geen grote rampen. Wel is er goede bloei geweest in de 18e, einde 19e en begin 20e eeuw. Die bloei kan men nog steeds zien aan de vele sterk versierde boerderijen en woningen uit die periode. Het dorp stond ook door de eeuwen heen bekend als een vrij welvarend dorp, die welvaart kwam vooral door goede weidegronden die het dorp omringden.
Het bekende oude treinstation van Twisk aan de lijn Hoorn-Medemblik (tegenwoordig een museumlijn) ligt eigenlijk buiten de dorpskern in de buurtschap 't Westeinde. Het stationsgebouw is een laag langwerpig gebouw, dat werd geopend op 3 november 1887. Het station werd officieel buiten gebruik gesteld op 5 januari 1941.
Het huidige Twisk is een combinatie van stolpboerderijen en huizen, een deel van de huizen dateert uit de 18e, 19e en begin 20e eeuw. Hierdoor kan men er vrij goed het dorpsbeeld van toen nog zien. Een deel van de stolpboerderijen zijn rijksmonumenten.
Een van de bekendste is wat men de Muntenboerderij noemt. Deze stolpboerderij dateert uit de 16e eeuw. De naam stamt van het feit dat bij een restauratie in 1974 een witte Siegburger pot vol Spaanse Matten werd gevonden door een van de werklieden. De pot en de gouden dukaten zijn uit dezelfde eeuw als de boerderij. Bij de veiling leverden ze een kapitaal op. In 1995 werd de stolp nogmaals gerestaureerd, ditmaal aan de hand van oude kaarten uit 1850. De stolpboerderij is enkele jaren na de restauratie een bed and breakfast geworden.
Twisk telt 50 rijksmonumenten.

## Fotogalerij

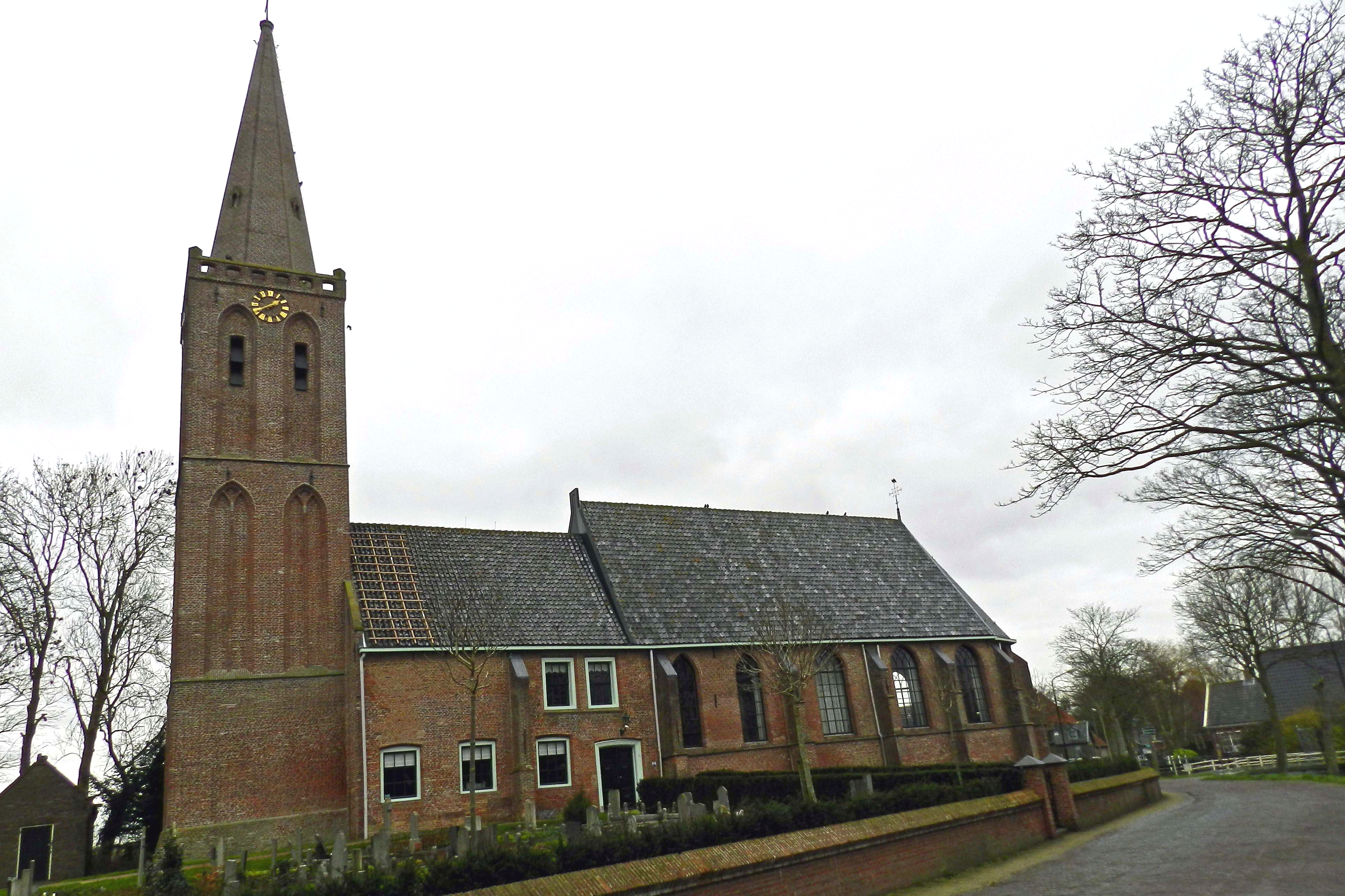
Theaterkerk Hemels
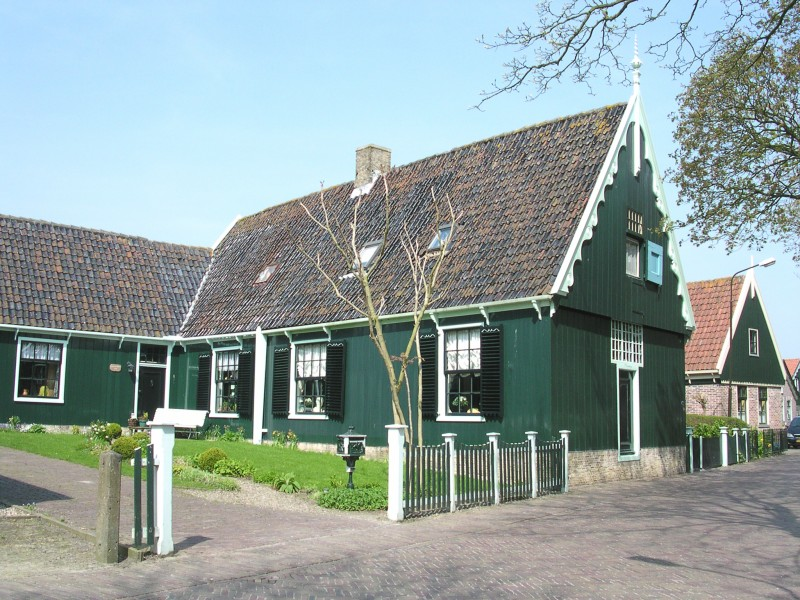
Een typerend West-Fries (ook wel Zaans genoemd) woonhuis
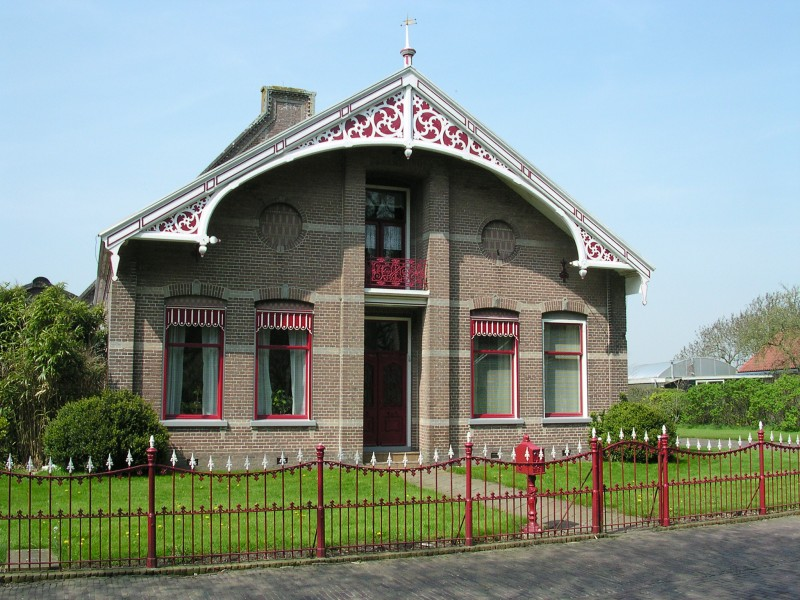
Een typerend West-Fries boerderij-huis
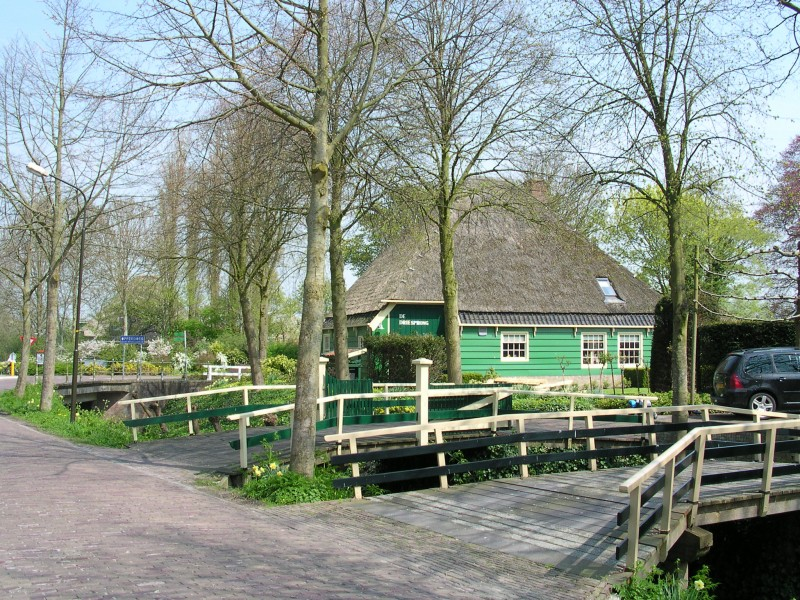
De stolpboerderij De Driesprong, zo genoemd naar de ligging aan een driesprong

Stad: Medemblik

Dorpen: Abbekerk · Andijk · Benningbroek · Hauwert · Lambertschaag · Midwoud · Nibbixwoud · Onderdijk · Oostwoud · Opperdoes · Sijbekarspel · Twisk · Wadway (deels) · Wervershoof · Wognum · Zwaagdijk (Zwaagdijk-Oost en Zwaagdijk-West)

Buurtschappen: Bangert · Bennemeer · Broerdijk · De Buurt · Het Hoogeland · Kerkbuurt · Koppershorn · Lekermeer · Munnikij · 't Slot · Veldhuis · Het Westeinde · Wijzend · Zomerdijk

Noord-Holland: Steden en dorpen in Noord-Holland      Nederland: Provincies · Gemeenten